# Agrostophyllum macrocephalum
Agrostophyllum macrocephalum är en orkidéart som beskrevs av Rudolf Schlechter. Agrostophyllum macrocephalum ingår i släktet Agrostophyllum och familjen orkidéer. Inga underarter finns listade i Catalogue of Life.